# Potassicferroferritaramita
La potassicferroferritaramita és un mineral de la classe dels silicats que pertany al grup del nom arrel taramita.

## Característiques
La potassicferroferritaramita és un inosilicat de fórmula química K(CaNa)(Fe2+₃Fe3+₂)(Al₂Si₆O22)(OH)₂. Va ser aprovada com a espècie vàlida per l'Associació Mineralògica Internacional l'any 2012. Cristal·litza en el sistema monoclínic.

## Formació i jaciments
Va ser descoberta al complex Mbozi, a la regió de Mbeya (Tanzània). També ha estat descrita a Mohlileh Hill (Awdal, Somalilàndia), al complex Elchuru (Andhra Pradesh, Índia) i a Nkonglong (Regió del Sud, Camerun).